# Prionurus laticlavius
Prionurus laticlavius és una espècie de peix pertanyent a la família dels acantúrids. Va ser descrit per l'ictiòleg francès Achille Valenciennes el 1846.

## Descripció
- Pot arribar a fer 60 cm de llargària màxima (normalment, en fa 25).[2][3]

## Alimentació
Menja algues.

## Hàbitat
És un peix marí, associat als esculls i de clima tropical (19°N-1°S, 120°W-70°W) que viu entre 3 i 30 m de fondària (normalment, entre 3 i 25).

## Distribució geogràfica
Es troba al Pacífic oriental central: des de Costa Rica fins a Colòmbia, incloent-hi les illes Revillagigedo, les illes Galápagos i l'illa del Coco.

## Observacions
És inofensiu per als humans.